# Les Sommets musicaux de Gstaad
Les Sommets musicaux de Gstaad est un festival de musique classique de la région de l'Oberland bernois et du Pays-d'Enhaut vaudois, fondé en 2001 par le juriste Thierry Schertz, issu de la famille du fondateur du Palace de Gstaad. Après son décès prématuré à l'âge de 41 ans en juillet 2014, la direction et l'organisation du festival sont reprises par Ombretta Ravessoud,,, également cofondatrice et rédactrice en chef du magazine suisse de culture et d'art ArtPassions,.
Depuis 2016, le violoniste français Renaud Capuçon assure la direction artistique du festival,,,.

## Prix et distinctions
Les Sommets musicaux de Gstaad remettent chaque année deux prix visant à encourager et promouvoir les jeunes talents musiciens :
- le Prix Thierry Schertz, en honneur au fondateur du festival, récompense chaque année un jeune espoir de la musique classique en lui offrant l’opportunité d’enregistrer un CD avec orchestre, produit par Claves Records[13] ;
- le Prix André Hoffmann attribue la somme de CHF 5’000.- à la meilleure interprétation d’une œuvre d'un compositeur en résidence par l’un des jeunes musiciens.

### Lauréats du Prix Thierry Schertz
- 2020 : Jean-Paul Gasparian
- 2019 : Timotithy Ridout
- 2018 : Anastasia Kobekina
- 2017 : Caroline Goulding
- 2016 : Kevin Jansson et Guillaume Bellom
- 2015 : Anaïs Gaudemard
- 2014 : Duo Bizjak
- 2013 : Pablo Ferràndez
- 2012 : Soo-Hyun Park
- 2011 : Sophie Pacini
- 2009 : Berolina Trio
- 2008 : Nicolas Altstaedt
- 2007 : Alexandra Soumm
- 2006 : Joseph Moog
- 2005 : Emmanuel Ceysson
- 2003 : Herman Wallèn
- 2002 : Liviu Prunaru

### Lauréats du PrixAndré Hoffmann
- 2020 : Aaron Pilsan
- 2019 : Jean Sautereau
- 2018 : Anastasia Kobekina
- 2017 : David Petrlik et Alexandre Kantorow
- 2016 : Rémi Geniet
- 2015 : Coline Jaget
- 2014 : Duo Ting et Ping
- 2013 : Edgar Moreau et Pierre-Yves Hodique

### Compositeurs en résidence
- 2012 : Jean-Luc Darbellay
- 2013 : Nicolas Bacri
- 2014 : Benjamin Yusupov
- 2015 : Yvan Fedele
- 2016 : Thierry Escaich
- 2017 : Toshio Hosokawa
- 2018 : Benjamin Attahir
- 2019 : Yan Maresz
- 2020 : Camille Pépin

## Programmation
Chaque année au mois de janvier-février, les Sommets musicaux organisent chaque jour, pendant un peu plus d'une semaine, des concerts dans les chapelles de Gstaad, les églises de Rougemont et de Saanen. Chaque festival est l'occasion de mettre à l'honneur un instrument de musique. En 2020, le piano est l'instrument phare du festival. En 2019, l'alto était mis en avant. 
Bénéficiant d'une certaine renommée, la programmation met régulièrement à l'affiche de grands noms : la violoniste Anne-Sophie Mutter et la soprano Cecilia Bartoli en 2002, le violoniste Renaud Capuçon (qui en assure la direction artistique), le violoncelliste Daniel Müller-Schott, le violoniste Edgar Moreau, les pianistes David Kadouch, Radu Lupu ou encore Nelson Freire en 2019, les pianistes russes Elisabeth Leonskaïa et Arcadi Volodos en 2015, pour n'en citer que quelques-uns.

### 2020
La saison 2020 a produit les artistes suivants : les pianistes Jonathan Fournel, Itai Navon, Valentin Cotton, Jean-Paul Gasparian, Jérémie Moreau, Sélim Mazari, Aaron Pilsan, Dimitri Weissenberg, Kit Armstrong, Martha Argerich, Richard Goode, Jérôme Ducros ; la violoncelliste Mischa Maisky, le violoniste Michael Barenboim, le contre-ténor Philippe Jaroussky. 
Sous la direction de Elena Schwarz : Renaud Capuçon au violon, Edgar Moreau au violoncelle, le Luzerner Sinfonieorchester.
Sous la direction de Joshua Weilerstein : Bertrand Chamayou au piano, l'Orchestre de chambre de Lausanne
Sous la direction de Daniel Reuss, l'ensemble vocal de Lausanne. 
Sous la direction de Nicholas Collon : Nicholas Angelich au piano et l'Aurora Orchestra.

### 2019
- Mathis Rochat (alto) et Erdem Misirlioglu (piano) : Schumann (Adagio et Allegro op. 70), Ravel (Sonate pour violon et piano n°1 en l a mineur op. posth), Büsser ("Appassionato" pour alto et piano op. 34), Hindemith (Sonate pour alto et piano en fa majeur op. 11 n°4), Maresz ("Cham'è rispondi" - commande du festival). Ce concert s'est déroulé dans la chapelle de Gstaad le samedi 2 février 2019 sous le patronage de la fondation Otto et Régine Heim.
- Sir Andràs Schiff (piano) Cappella Andrea Barca : Mozart (Concert pour piano n°15 en si bémol majeur K. 450 et Concert pour piano n° 17 en sol majeur K. 453. Ce concert s'est déroulé dans l'église de Saanen sous le patronage de l'association des Amis des Sommets musicaux de Gstaad.
- Vladimir Percevais (alto) et Théo Fouchenneret (piano) : Hindemith (Sonate pour alto et piano en fa majeur op. 11 n°4), Bruch (Romance pour alto et piano en fa majeur op. 85), Franck (sonate pour violon et piano en la majeur FWV 8), Maresz ("Cham'è rispondi" - commande du festival). Ce concert a eu lieu sous le patronage de l'hôtel Bernerhof Gstaad.
- Emmanuel Palud (flûte), Orchestre de Chambre de Paris, Douglas Boyd (direction) : Mozart (Concerto pour flûte n° 1 en sol majeur K. 313 ; Symphonie n°35 en ré majeur K. 385 "Haffner"), Ibert (Concerto pour flûte et orchestre). Ce concert a eu lieu dans l'église de Saanen.
- Léa Hennino (alto), Guillaume Bellom (piano) : Enesco (concertstück pour alto et piano), Hindemith (sonate pour alto et piano op. 25 n°4), Schumann (3 Fantasiestücke pour clarinette et piano op. 73), Chausson (pièce pour violoncelle ou alto et piano op. 39), Maresz ("Cham'è rispondi" - commande du festival). Ce concert s'est déroulé sous le patronage de Tschanz Architecture Schönried.

### 2018
- Julia Hagen, violoncelle ; Annika Treutler, piano

- Aurélien Pascal, violoncelle ; Ben Kim, piano

- Bruno Philippe, violoncelle ; Tanguy de Williencourt, piano

- Anastasia Kobekina, violoncelle ; Paloma Kouider, piano

- Adrien Bellom, violoncelle ; Guillaume Bellom, piano

- Victor Julien-Laferrière, violoncelle ; Adam Laloum, piano

- Charles Hervet, violoncelle ; Samuel Parent, piano

- Lizi Ramishvili, violoncelle ; Gvantsa Buniatishvili, piano

- Sous la direction de Rainer Honeck : Daniel Müller-Schott, violoncelle ; Kammerorchester Wien-Berlin

- Sous la direction de Gregory Ahss : Daniel Lozakovich, violon ; Camerata Salzburg

- Sous la direction de Jukka-Pekka Saraste : Radu Lupu, piano ; Zürcher Kammerorchester

- Nelson Freire, piano

- Renaud Capuçon, violon ; Nicholas Angelich, piano ; Quatuor Hermès

- Andreas Ottensamer, clarinette ; Quatuor Cavatine

- Christiane Karg, soprano ; Joseph Middleton, piano

- Renaud Capuçon, violon ; Guillaume Bellom, piano

- Edgar Moreau, violoncelle ; David Kadouch, piano

### 2017
- Mariella Haubs, violon ;

- Eva Zavaro, violon; Tatiana Chernichka, piano

- David Petrlik, violon; Alexandre Kantorow, piano

- Irène Duval, violon; Vassilis Varvaresos, piano

- Simon Wiener, violon; Silvia Fraser, piano

- Caroline Goulding, violon; Danae Dörken, piano

- Raphaëlle Moreau, violon; Célia Oneto Bensaid, piano

- Maya Levy, violon; Matthieu Idmtal, piano

- Sous la direction de François-Xavier Roth : Gil Shaham, violon; Les Siècles

- Sous la direction de Giovanni Antonini : Viktoria Mullova, violon ; Il Giardino Armonico

- Renaud Capuçon, violon ; Kit Armstrong, piano

- Sir András Schiff, piano ; Cappella Andrea Barca

- Murray Perahia, piano

- David Fray, piano ; Gérard Caussé, alto ; Paul Meyer, clarinette

- Matthias Goerne, baryton ; Leif Ove Andsnes, piano

- Baiba Skride, violon ; Lise Berthaud, alto ; Harriet Krijgh, violoncelle ; Lauma Skride, piano

- Polina Pastirchak, soprano ; Jan Philip Schulze, piano

### 2016
- Ryutaro Suzuki, piano

- Shizhe Shen, piano

- Nathalia Milstein, piano

- Olga Kirpicheva, piano

- Kevin Jansson, piano

- Guillaume Bellom, piano

- Nathanaël Gouin, piano

- Rémi Geniet, piano

- Kremerata Baltica; Martha Argerich, piano

- Camerata Bern ; Antje Weithaas, violon et direction ; Miloš Karadaglić, guitare

- Festival Strings Lucerne ; Renaud Capuçon, violon et direction ; Daniel Lozakovitj, violon

- Olga Peretyatko, soprano ; Giulio Zappa, piano

- Gil Shaham, violon

- Joseph Moog, piano

- Mischa Maisky, violoncelle; Lily Maisky, piano

- Hagen Quartett

- Michel Dalberto, piano ; Alexandra Conunova, violon; Kian Soltani, violoncelle

### 2015
- Agne Keblyte, harpe

- Alexander Boldachev, harpe

- Giulia Ott, harpe

- Coline Jaget, harpe

- Agnès Clément, harpe

- Remy van Kesteren, harpe

- Anaïs Gaudemard, harpe

- Sarah Verrue, harpe

- Orchestre Symphonique de la Radio de Prague; Ondrej Lenárd, direction; Emmanuel Ceysson, harpe; Inva Mula, soprano

- Orchestre de Chambre Philharmonique de Pologne ; Wojciech Rajski, direction ; Elisabeth Leonskaja, piano

- Sinfonia Varsovia; Michel Tabachnik, direction ; Ivo Pogorelich, piano

- Orchestre de Chambre de Vienne; Stefan Vladar, direction; Daniel Lozakovitj, violon

- Arcadi Volodos, piano

- Geneva Camerata ; David Greilsammer, direction ; Jennifer Larmore, mezzo-soprano ; Ramón Ortega Quero, hautbois ; Carlos del Ser, hautbois

- Dora Schwarzberg, violon ; Giuliano Mazzoccante, piano ; Nora Romanoff, alto ; Romain Garioud, violoncelle

- Wiener Klaviertrio; Regula Mühlemann, soprano ; Stojan Krkuleski, clarinette

- Classica Francese

### 2014
- Duo Getallo & Andreev, piano

- Duo Yoo & Kim, piano

- Duo Sulkhanishvili, piano

- Duo Ping & Ting, piano

- Duo Dörken, piano

- Duo Beraia, piano

- Duo Bizjak, piano

- Duo Gerzenberg, piano

- Geneva Camerata; David Greilsammer, piano & direction; Daniel Hope, violon

- Amsterdam Sinfonietta; Candida Thompson, violon & direction musicale; Thomas Hampson, baryton

- Barocchismi; Diego Fasolis, clavecin & direction; Karina Gauvin, soprano

- Camerata Europeana; Radoslaw Szulc, direction ; Duo Genova & Dimitrov, pianos; Ramón Ortega Quero, hautbois

- Academy of St Martin in the Fields; Xavier de Maistre, harpe

- Renaud Capuçon, violon; Francesco Piemontesi, piano

- Benjamin Grosvenor, piano

- Duo Genova & Dimitrov, pianos

- Duo Soós & Haag & Friends